# Норт-Декейтер (Джорджія)
Норт-Декейтер (англ. North Decatur) — переписна місцевість (CDP) в США, в окрузі Декальб штату Джорджія. Населення — 18 511 особа (2020).

## Географія
Норт-Декейтер розташований за координатами 33°48′25″ пн. ш. 84°17′19″ зх. д. / 33.80694° пн. ш. 84.28861° зх. д. (33.806954, -84.288722).  За даними Бюро перепису населення США в 2010 році переписна місцевість мала площу 12,91 км², уся площа — суходіл.

## Демографія
Згідно з переписом 2010 року, у переписній місцевості мешкало 16 698 осіб у 8576 домогосподарствах у складі 3720 родин. Густота населення становила 1294 особи/км².  Було 9298 помешкань (720/км²).
Расовий склад населення:
| - 72,7 % — білих - 12,2 % — чорних або афроамериканців - 11,1 % — азіатів - 0,3 % — корінних американців - 1,1 % — осіб інших рас |

До двох чи більше рас належало 2,7 %. Частка іспаномовних становила 4,0 % від усіх жителів.
За віковим діапазоном населення розподілялося таким чином: 16,0 % — особи молодші 18 років, 67,6 % — особи у віці 18—64 років, 16,4 % — особи у віці 65 років та старші. Медіана віку мешканця становила 39,8 року. На 100 осіб жіночої статі у переписній місцевості припадало 85,5 чоловіків;  на 100 жінок у віці від 18 років та старших — 81,6 чоловіків також старших 18 років.
Середній дохід на одне домашнє господарство  становив 84 993 долари США (медіана — 62 205), а середній дохід на одну сім'ю — 118 138 доларів (медіана — 94 396). Медіана доходів становила 64 974 долари для чоловіків та 56 806 доларів для жінок. За межею бідності перебувало 15,9 % осіб, у тому числі 13,0 % дітей у віці до 18 років та 11,5 % осіб у віці 65 років та старших.
Цивільне працевлаштоване населення становило 9249 осіб. Основні галузі зайнятості: освіта, охорона здоров'я та соціальна допомога — 32,9 %, науковці, спеціалісти, менеджери — 14,7 %, роздрібна торгівля — 11,8 %, мистецтво, розваги та відпочинок — 10,2 %.